# Кватро Страде (Агриђенто)
Кватро Страде је насеље у Италији у округу Агриђенто, региону Сицилија.
Према процени из 2011. у насељу је живело 5 становника. Насеље се налази на надморској висини од 347 м.